# Микојан
Руска ваздухопловна корпорација МиГ (рус. Российская самолетостроительная корпорация МиГ), односно некадашњи Микојан, Микојан и Гурјевич или скраћено МиГ (рус. Микоян и Гуревич или скраћено МиГ), руски је пројектни биро за војне авионе, специјализован за развој и производњу ловачких авиона.
Основали су га Артем Микојан и Михаил Гурјевич као Микојан-Гурјевич (скраћеница МиГ) дана 25. децембра 1939. указом владе у Москви и конструкционог бироа на чијем је челу био Николај Николајевич Поликарпов. Серијска производња првог авиона, Миг-1, почела је 1941. и подржана је од стране државе због претње Москви, јер су немачке трупе дошле до Кујбишева (данас Самара). Године 1942, конструкциони биро је био одвојен од фабрике и преселио се у Москву. А, током Другог светског рата и након, произведено је на десетине хиљада војних авиона МиГ-ове конструкције. Послије Микојанове смрти 1970, Гурјевичево име је испуштено из назива бироа, иако је скраћеница остала иста. Од 2006, према уредби Владе Руске Федерације биро МиГ је спојен с Иљушином, Иркутом, Сухојем, Тупољевом и Јаковљевом у нову компанију под називом Уједињена авио-производна корпорација Руски конзорцијум ОАК. (рус. Объединённая авиастроительная корпорация). МиГ је акроним на руском, досетка — реч која означава тренутак или трен.
Биро МиГ је конструисао сљедеће авионе:
- МиГ-1, 1940.
- МиГ-3, 1941.
- МиГ-5, 1942.
- МиГ-7, 1944.
- МиГ-9, 1947.
- МиГ-15, 1948.
- МиГ-17, 1954.
- МиГ-19, 1955, МиГ-ов први надзвучни ловац
- МиГ-21, 1960.
- МиГ-23, 1970.
- МиГ-25, 1970.
- МиГ-27, 1975, развијен на основу МиГ-23.
- МиГ-29, 1983
- МиГ-31, 1983, замијенио МиГ-25.
- МиГ-33, 1989, побољшана варијанта МиГ-29, такође познат као МиГ-29М.
- МиГ-35, 2005, нови авион, потпуно развијен на МиГ-29М/М2 и МиГ-29К/КУБ технологији.